# Variko
'Variko  este un oraș în Grecia în prefectura Florina.